# María Teresa León

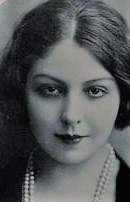
María Teresa León nel 1930

María Teresa León Goyri (Logroño, 31 ottobre 1903 – Madrid, 13 dicembre 1988) è stata una scrittrice spagnola.

## Biografia
Figlia di un militare e di Oliva Goyri, sorella di María Goyri (la moglie di Ramón Menéndez Pidal), nella sua educazione influirono molto i suoi zii e soprattutto sua zia María, che era stata una delle prime donne spagnole ad ottenere un dottorato in Lettere e Filosofia. María Teresa trascorse la sua infanzia tra Madrid, Barcellona e Burgos, città nella quale sarebbe tornata in varie occasioni e alla quale si sentì fortemente legata. Studiò alla Institución Libre de Enseñanza (Istituto di Libero Insegnamento) e si laureò in Lettere e Filosofia.
Contrae matrimonio nel 1920, ad appena diciassette anni, con Gonzalo de Sebastián Alfaro, dal quale ha due figli: Gonzalo e Enrique; il matrimonio durò comunque poco. Separatasi da suo marito e dai suoi figli, torna nella casa paterna a Burgos, iniziando a collaborare al Diario de Burgos con importanti articoli che trattano temi di attualità, cultura e difesa della donna.
Scrive anche racconti per bambini, come Cuentos para soñar e La bella del mal amor, che vedono la luce a Madrid, dove si stabilisce dal 1929.
In questi anni conosce quello che sarà il suo compagno di vita, Rafael Alberti, che aiuterà in non poche occasioni, sia materialmente sia spiritualmente. Nel 1933 fonda insieme a lui la rivista Octubre, che ospiterà importanti scrittori e figure culturali come anche altri più giovani. Più tardi realizzeranno diversi viaggi. In Unione Sovietica avranno l'opportunità di conoscere importanti intellettuali come Maksim Gor'kij.
Il colpo di Stato spagnolo del luglio 1936, dal quale avrà inizio la guerra civile, li coglie a Ibiza, da cui riescono a scappare con notevoli difficoltà. Si trasferiscono nuovamente a Madrid in piena guerra e María Teresa passa ad esercitare il ruolo di segretaria dell'Alianza de Intelectuales Antifascistas; fondano qui la rivista El Mono Azul. Le sue vicissitudini nella Madrid della guerra saranno riflesse più tardi con grande intensità in due romanzi: Contra viento y marea e Juego limpio, quest'ultimo di grande carico drammatico, crudo e intenso, con importanti note autobiografiche nelle quali narra la quotidianità di un gruppo di attori. María Teresa fu vicedirettrice del Consejo Central del Teatro, e mise in piedi, nelle vesti di autrice, attrice e direttrice, rilevanti imprese teatrali nella Spagna repubblicana.
Gli insegnamenti diretti ricevuti dai suoi zii, Ramón e María, prestigiosi studiosi del romanzo tradizionale, trovano il loro modo di esprimersi nella confessione del Romancero de la Guerra Civil, dedicato a Federico García Lorca, che costituisce un importante compendio della poesia anonima del XX secolo. Altri suoi lavori sono i preziosi abbozzi biografici: El soldado que nos enseñó a hablar su Miguel de Cervantes, un altro su Jimena Díaz e un terzo su Gustavo Adolfo Bécquer.
Fu insieme ad altri intellettuali di grande valore la salvatrice della pinacoteca del Museo del Prado, del Palazzo Reale di Madrid e altri oggetti artistici bombardati dalla legione Condor di Adolf Hitler al servizio del golpista Francisco Franco (il quale cercò di attribuire la distruzione di tale patrimonio e delle nefaste conseguenze della guerra alla seconda repubblica spagnola). Suo marito Rafael Alberti scrisse al riguardo un'opera intitolata Noche de guerra en el Museo del Prado.
La sconfitta li portò all'esilio: prima a Parigi, dove dal 1940 lavorarono come traduttori e annunciatori radiofonici. Nel marzo dello stesso anno, a Marsiglia, si imbarcano per l'Argentina, dove viranno a Buenos Aires per ventitré anni e dove nascerà Aitana, la figlia di María Teresa e Alberti. Lì María Teresa sviluppa un'intensa produzione letteraria lavorando come sceneggiatrice radiofonica e traduttrice; intanto pubblica alcune delle sue opere principali.
Durante gli anni cinquanta compiono vari viaggi per l'Europa e, nel 1958, si recano in Cina, esperienza che darà luogo a un'importante opera scritta a quattro mani: Sonríe China.
Nel 1963 si trasferiscono a Roma, nel rione di Trastevere, dove entrambi (ma specialmente Alberti), convertiti in figure mitiche e consacrate, abbozzano e profilano importanti opere della maturità. Sono gli anni nei quali María scrive la sua autobiografia, Memoria de la melancolía, completata nel 1968. Essa è senza dubbio un'opera importantissima per conoscere buona parte della intrahistoria spagnola del XX secolo.
Con l'arrivo della democrazia, Rafael Alberti e María Teresa León tornano in Spagna nell'aprile del 1977, ma ella non godrà molto della nuova tappa spagnola. Afflitta dalla malattia di Alzheimer, è ricoverata in un sanatorio nelle vicinanze di Madrid nel quale morirà il 13 dicembre del 1988.

## Opere

### Racconti
- Cuentos para soñar (1928)
- La bella del mal de amor (1930)
- Rosa-Fría, patinadora de la luna (1934)
- Cuentos de la España actual (1935)
- Una estrella roja (1937)
- Morirás lejos (1942)
- Las peregrinaciones de Teresa (1950)
- Fábulas del tiempo amargo (1962)

### Romanzi
- Contra viento y marea (1941)
- El gran amor de Gustavo Adolfo Bécquer (1946)
- Don Rodrigo Díaz de Vivar, el Cid campeador (1954)
- Juego limpio (1959)
- Doña Jimena Díaz de Vivar, gran señora de todos los deberes (1960)
- Menesteos, marinero de abril (1965)
- Cervantes. El soldado que nos enseñó a hablar (1978)

### Saggi
- Crónica General de la Guerra Civil (1939)
- La historia tiene la palabra (1944)
- Sonríe China (1958)
- Memoria de la melancolía (1970)

### Sceneggiature
- Los ojos más bellos del mundo (1943)
- La dama duende (1945)
- Nuestro hogar de cada día (1958)

### Teatro
- Misericordia (1933)
- Huelga en el puerto (1933)
- La tragedia optimista (1937)
- La libertad en el tejado (1989)